# Scorpaena mystes
Scorpaena mystes és una espècie de peix pertanyent a la família dels escorpènids.
Es troba al Pacífic oriental: des de Califòrnia fins al nord de Xile, incloent-hi les illes Galápagos.
És un peix marí, demersal i de clima tropical que viu entre 0-30 m de fondària.
Tot i que la seua carn és de gran qualitat, no és emprada comercialment a causa de les seues espines verinoses.
Fa 45,7 cm de llargària màxima (normalment, en fa 30,4).
A les illes Galápagos és depredat per Gymnothorax castaneus.
És verinós per als humans.